# Centrale nucleare di Belleville
La centrale nucleare di Belleville è una centrale nucleare francese situata nel dipartimento del Cher, sul territorio dei comuni di Belleville-sur-Loire e di Sury-près-Léré, a sud-est di Orléans e a sud di quella di Dampierre (45 km), sulla riva sinistra della Loira.
L'impianto è composto da 2 reattori PWR operativi –  modello P4 REP 1300 – da 3 817MWt e da 1 310MWe. I 2 reattori di Belleville fanno parte di un programma di una serie di 20 reattori del modello P4 REP 1300 (2 Belleville, 4 Cattenom, 2 Flamanville, 2 Golfech, 2 Nogent, 4 Paluel, 2 Penly 2 Saint-Alban).